# 量子化
在物理學裏，量子化（quantization）是一種從經典場論建構出量子場論的程序。使用這程序，時常可以直接地將經典力學裏的理論量身打造成嶄新的量子力學理論。物理學家所談到的場量子化，指的就是電磁場的量子化。在這裡，他們會將光子分類為一種場量子（例如，稱呼光子為光量子）。對於粒子物理學，核子物理學，固態物理學和量子光學等等學術領域內的理論，量子化是它們的基礎程序。
將重力場量子化是當今物理上的一個主要課題。至今尚無一套廣泛為學界接受、在現實中具有預測力的量子重力理論。

## 量子化方法
量子化的目的是將古典場論中的場轉換成量子算符，這個算符是要作用在量子場論中的量子態上的。能量階級最低的量子態稱為真空態（vacuum state）。這真空態可能會很複雜。量子化一個古典理論的原因，主要是想要根據機率幅來推算出材料、物體或粒子的屬性。而這計算會牽涉到某些微妙的問題，例如：重整化；如果我們不考慮使用重整化，則經常會推導出許多不合理的結果，像是在計算某些機率幅時會得到無窮大的結果。因此，在一個完整的量子化步驟中，必須要包含一套方法來說明如何執行重整化。

### 正則量子化
場論的正則量子化類比於從經典力學的衍生出量子力學。將經典場視為動力學變數，稱為正則坐標，其共軛是正則動量。這兩個變數的對易關係，與量子力學內粒子的位置和動量的對易關係，類似相同。從這些算符，可以求得創生算符和消滅算符。這兩種算符，稱為階梯算符，都是作用於量子態的場算符，有共同的本徵態。經過一番運算，可以得到最低能級的本徵態，稱為真空態。再稍加運算，就可得到其它的本徵態和伴隨的能級。整個程序又稱為二次量子化。
正則量子化可以應用於任何場論的量子化，不管是費米子或玻色子，以及任何內部對稱。但是，它引領出一個相當簡單的真空態的繪景，並不能很容易地適用於某些量子場論，像量子色動力學。在量子色力學裏，時常會出現擁有很多不同冷凝液（condensate）的複雜的真空。
對於一些比較簡單的問題，正則量子化的程序並不是很困難。但是，對於很多其它狀況，別種量子化方法比較容易得到量子答案。雖然如此，在量子場論裏，正則量子化是一種非常重要的方法。

### 共變正則量子化
物理學家又發現了一種方法來將經典系統正則量子化，不需要訴諸於非共變途徑，葉狀化時空和選擇哈密頓量。這方法建立於經典作用量，但是與泛函積分的解法不同。
這方法並不能應用於所有可能的作用量（例如，非因果架構的作用量，或規範流作用量 （action with gauge flow）。從所有定義於組態空間的光滑泛函的經典代數開始，將此代數商去歐拉-拉格朗日方程式生成的理想。然後，藉著從作用量導引出來的帕松代數（Poisson algebra） ，稱為 （Peierls bracket） ，將商代數轉換為帕松代數。如同正則量子化的做法，再將約化普朗克常數{\displaystyle \hbar }加入帕松代數，就可完成共變正則量子化的程序。
另外地，還有一種方法可以量子化規範流作用量。這方法涉及巴塔林-維爾可維斯基代數，是BRST形式論（BRST formalism） 的延伸。

### 路徑積分量子化
應用作用量，取對於作用量的泛函變分的極值為容許的組態，這樣，可以給出經典力學理論。通過路徑積分表述的方法，可以從系統的作用量，製造出對應於經典系統的量子力學描述。

## 參閱
- 量子霍爾效應
- 量子引力
- 超弦理論
- 迴圈量子重力理論
- 不確定性原理
- BRST量子化
- 量子作用量（quantum action）
- 外尔量子化（Weyl quantization）
- 光子偏振（photon polarization）

## 外部連結
- What is "Relativistic Canonical Quantization"? （页面存档备份，存于）